# Comité olympique d'Israël
 (avril 2018).
Le contenu est difficilement compréhensible vu les erreurs de traduction, qui sont peut-être dues à l'utilisation d'un logiciel de traduction automatique.
 (avril 2018).
Si vous disposez d'ouvrages ou d'articles de référence ou si vous connaissez des sites web de qualité traitant du thème abordé ici, merci de compléter l'article en donnant les références utiles à sa vérifiabilité et en les liant à la section « Notes et références ».

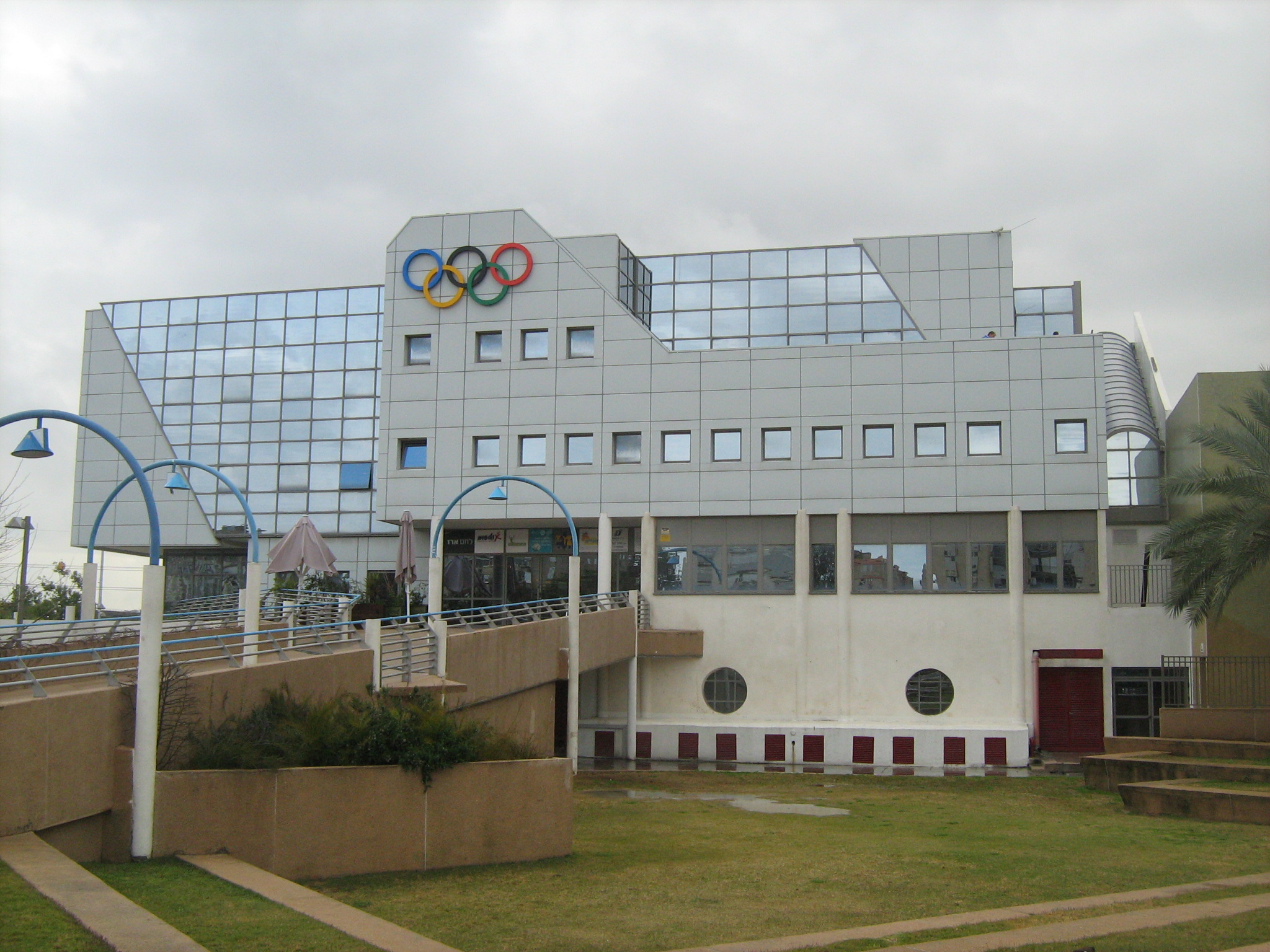
Le Comité Olympique Israélien à Yarkon Park (2007)

Le Comité olympique d'Israël (en hébreu : הוועד האולימפי בישראל) est le comité national olympique d'Israël qui siège à Tel Aviv.
Bien qu'il revendique avoir été fondé en 1933 comme Comité olympique d'Eretz Israël pendant le mandat britannique, il n'était à l'époque qu'une émanation du Maccabi et ne comprenait ni l'Hapoel ni les organisations non-juives. Eretz Israël fut néanmoins invité à participer aux Jeux olympiques de Berlin en 1935 mais déclina l'invitation de l'Allemagne nazie. Il demanda à participer aux Jeux de 1948, peu après l'indépendance d'Israël mais ne fut pas invité et dû attendre les Jeux olympiques de 1952 à Helsinki pour sa première participation, après avoir été réorganisé pour inclure non seulement le Maccabi et l'Hapoel, les deux majeures organisations sportives du pays qui se partagèrent la direction, avec deux co-présidents. Ce n'est qu'en 1967 que la présidence fut unifiée.